# Zákolany
Zákolany är en by i Kladnos distrikt i den tjeckiska regionen Mellersta Böhmen. Zákolany hade 551 invånare år 2011.